# Melanogrammus aeglefinus
O eglefim, hadoque ou arinca (de nome científico Melanogrammus aeglefinus) é um peixe marinho que se pode encontrar em ambos os lados da costa do Oceano Atlântico. 

## Características
É um peixe semelhante ao bacalhau. É geralmente encontrado em profundidades entre os 40 e os 133 metros, podendo chegar aos 300 metros. Os espécimes mais jovens preferem as águas mais superficiais, enquanto os mais velhos preferem as mais profundas. O seu habitat compreende temperaturas entre os 2º e os 10°C.

## Migração e desova
Não se conhece muito sobre os hábitos migratórios da arinca. O seu local preferido de desova encontra-se ao largo do mar da Noruega, numa área praticamente equidistante das costas da Islândia, das Ilhas Faroés e da Noruega.

## Utilização culinária
A arinca é muito popular no norte de Europa, como por exemplo na Noruega e no Reino Unido, onde é comercializado de diversas formas, tais como fresco, defumado, congelado, seco ou em conserva.
A arinca fresca possui uma carne branca de boa qualidade, que pode ser cozinhada das mesmas formas que o bacalhau fresco. A frescura de um filete de arinca pode ser determinada pela sua firmeza. A carne fresca deve também ser translúcida.
Ao contrário do bacalhau, salgar a arinca não funciona bem, sendo, em alternativa, seca ou fumada. Na Escócia, existe uma variedade de arinca fumada denominada  Finnan haddie, frequentemente servida cozida em leite ao pequeno-almoço. Nesse país, existe outra variedade denominada Arbroath Smokie, também fumada, que pode ser consumida sem cozedura adicional.
Na Noruega, a arinca é o ingrediente principal das almôndegas de peixe locais, denominadas fiskeboller. 
No Reino Unido, é um peixe muito utilizado na preparação do prato Fish and chips.
A arinca é uma excelente fonte de proteínas, contendo também uma porção considerável de vitamina B12, vitamina B6 e selénio. Contém ainda uma dose equilibrada de sódio e de potássio. No cômputo geral, a carne é extremamente magra.